# Bijela Gora (berg i Montenegro, lat 42,60, long 18,55)
Bijela Gora är ett berg i Montenegro. Det ligger i den västra delen av landet, 60 km väster om huvudstaden Podgorica. Toppen på Bijela Gora är 1 862 meter över havet, eller 243 meter över den omgivande terrängen. Bredden vid basen är 2,5 km.
Terrängen runt Bijela Gora är huvudsakligen kuperad, men norrut är den bergig. Runt Bijela Gora är det ganska glesbefolkat, med 48 invånare per kvadratkilometer. Närmaste större samhälle är Herceg Novi, 16,8 km söder om Bijela Gora. Omgivningarna runt Bijela Gora är en mosaik av jordbruksmark och naturlig växtlighet.